# Solenopsis cooperi
Solenopsis cooperi é uma espécie de formiga do gênero Solenopsis, pertencente à subfamília Myrmicinae.